# Capo Powhatan
Capo Powhatan nome proprio Wahunsunacock o Wahunsenacawh (... – 1618) è stato un condottiero nativo americano della Confederazione Powhatan, una potente tribù vissuta nella Virginia orientale all'epoca dei primi incontri tra Nativi e Coloni Inglesi. Wahunsunacock era il padre di Pocahontas.

## Il nome
Powhatan era in origine una delle città dove visse, a est dell'odierna città di Richmond, così come il nome di un vicino corso d'acqua (l'attuale Fiume James). Quando creò un potente impero, conquistando molta della Virginia orientale, si autodefinì il Powhatan, spesso considerato il suo nome vero, sebbene in realtà fosse un titolo. Un altro villaggio principale fu insediato a Werowocomoco sulla sponda nord del fiume York a circa 40 km da dove "il fiume si divide" a West Point, secondo Smith.

## La vita
Si sa poco della vita di Powhatan prima dell'arrivo dei coloni Inglesi nel 1607. Apparentemente, egli aveva ereditato il potere su circa quattro o cinque tribù, che risiedevano in un punto vicino all'odierna Richmond, e attraverso la diplomazia e/o la forza, riuscì a riunire 30 tribù nella Confederazione Powhatan all'inizio del XVII secolo. 
Nel dicembre 1607, il soldato e pioniere inglese John Smith, uno dei leader dei coloni, combattendo contro Opechancanough, giovane fratello di Capo Powhatan, fu catturato e condotto in città. Stando al racconto di Smith (che sul finire dell'800 era considerato inventato, anche se da allora è ritenuto perlopiù accurato a dispetto delle parecchie versioni romanzate), Pocahontas, figlia minore di Powhatan, impedì al padre di giustiziare Smith. Tuttavia, qualcuno sostiene che Smith fosse stato coinvolto in un rituale inteso a farlo entrare nella tribù.
Dopo la partenza di Smith dalla Virginia, a causa di una ferita dovuta alla polvere da sparo, nel 1609, la tribù inquieta attaccò e uccise molti dei residenti di Jamestown. I residenti contrattaccarono, uccidendo oltre venti powhatan.
Benché sulle opposte rive del fiume York, Werowocomoco era a soli 20 km in linea d'aria da Jamestown. Per ragioni di sicurezza, all'incirca nel 1609, Wahunsunacock spostò la sua capitale principale da Werowocomoco a Orapakes, situata a circa 50 km ovest in una palude alla sorgente del fiume Chickahominy.
Tra il 1611 ed il 1614, Capo Powhatan si spostò più a nord a Matchut, l'odierna Contea di King William, sulla sponda nord del Pamunkey, nelle vicinanze del dominio del suo fratello minore Opechancanough, a Youghtanund.
Tuttavia, in pochi anni sia Capo Powhatan che Pocahontas sarebbero morti di malattia. Il Capo morì in Virginia, ma Pocahontas morì in Inghilterra, in seguito alla cattura ed al suo matrimonio con il colono John Rolfe, un importante piantatore di tabacco; nel frattempo gli Inglesi continuavano a invadere il territorio Powhatan.
Dopo la morte di Wahunsunacock nel 1618, suo fratello Opchanacanough divenne capo, e col massacro indiano del 1622 e l'attacco del 1644 tentò di costringere gli Inglesi a lasciare la Virginia. Questi tentativi generarono forti rappresaglie da parte degli Inglesi che ebbero, come conseguenza finale, la quasi totale distruzione della tribù.